# Чін Вон Сім
Чін Вон Сім (13 грудня 1965) — південнокорейська хокеїстка на траві.
Срібна призерка Олімпійських Ігор 1988 року.
Переможниця Азійських ігор 1986, 1990 років, срібна призерка 1982 року.